# Gabriel Auguste Ferdinand Ducuing
Gabriel Auguste Ferdinand Ducuing (Paris, 22 de dezembro de 1885, – 25 de Maio de 1940, Cabo Gris Nez) foi um militar francês, oficial da Marinha Francesa durante a Primeira e Segunda guerras mundiais. Prestou serviço ao seu país em 1907 e, mais tarde, entre 1914 e 1940.